# 代数基本定理
代数基本定理（英語：fundamental theorem of algebra）说明，任何一个一元複系数多项式方程都至少有一个複数根。也就是说，複數域是代数封闭的。
有时这个定理表述为：任何一个非零的一元n次複系数多项式，都正好有 {\displaystyle n} 个複数根（重根視為多個根）。这似乎是一个更强的命题，但实际上是“至少有一个根”的直接结果，因为不断把多项式除以它的线性因子，即可从有一个根推出有 {\displaystyle n} 个根。也就是说，任何一个 {\displaystyle n} 次多项式，都可以因式分解为 {\displaystyle n} 个複系数一次多项式的乘积。
尽管这个定理被命名为“代数基本定理”，但它还没有纯粹的代数证明，许多数学家都相信这种证明不存在。另外，它也不是最基本的代数定理；因为在那个时候，代数基本上就是关于解实系数或複系数多项式方程，所以才被命名为代数基本定理。
高斯一生总共对这个定理给出了四个证明，其中第一个是在他22岁时（1799年）的博士论文中给出的。高斯给出的证明既有几何的，也有函数的，还有积分的方法。高斯关于这一命题的证明方法是去证明其根的存在性，开创了关于研究存在性命题的新途径。
同时，高次代数方程的求解仍然是一大难题。伽罗瓦理論指出，对于一般五次以及五次以上的方程，不存在一般的代数解。

## 证明
所有的证明都包含了一些数学分析，至少是实数或複数函数的连续性概念。有些证明也用到了可微函数，甚至是解析函数。
定理的某些证明仅仅证明了任何实系数多项式都有複数根。这足以推出定理的一般形式，这是因为，给定複系数多项式 {\displaystyle p(z)}，以下的多项式
{\displaystyle q(z)=p(z){\overline {p({\overline {z}})}}}
就是一个实系数多项式，如果 {\displaystyle z} 是 {\displaystyle q(z)} 的根，那么z或它的共轭複数就是 {\displaystyle p(z)} 的根。
许多非代数证明都用到了“增长引理”：当 {\displaystyle |z|} 足够大时，首系数为1的 {\displaystyle n} 次多项式函数 {\displaystyle p(z)} 的表现如同 {\displaystyle z^{n}}。一个更确切的表述是：存在某个正实数 {\displaystyle R}，使得当 {\displaystyle |z|>R} 时，就有：
{\displaystyle {\frac {1}{2}}|z^{n}|<|p(z)|<{\frac {3}{2}}|z^{n}|}

### 複分析证明

#### 证明一
寻找一个中心为原点，半径为 {\displaystyle r} 的闭圆盘 {\displaystyle D}，使得当 {\displaystyle |z|\geq r} 时，就有{\displaystyle |p(z)|>|p(0)|}。因此，{\displaystyle |p(z)|} 在 {\displaystyle D} 内的最小值（一定存在，因为 {\displaystyle D} 是紧致的），是在 {\displaystyle D} 的内部的某个点 {\displaystyle z_{0}} 取得，但不能在边界上取得。于是，根据最大模原理，{\displaystyle p(z_{0})=0}。也就是说，{\displaystyle z_{0}} 是 {\displaystyle p(z)} 的一个零点（根）。

#### 证明二
由于在 {\displaystyle D} 之外，有 {\displaystyle |p(z)|>|p(0)|}，因此在整个複平面上，{\displaystyle |p(z)|} 的最小值在 {\displaystyle z_{0}} 取得。如果 {\displaystyle |p(z_{0})|>0}，那么{\displaystyle {\frac {1}{p}}}在整个複平面上是有界的全纯函数，这是因为对于每一个複数 {\displaystyle z}，都有 {\displaystyle |{\frac {1}{p}}(z)|\leq |{\frac {1}{p}}(z_{0})|}。利用刘维尔定理（有界的整函数一定是常数），可知 {\displaystyle {\frac {1}{p}}} 是常数，因此 {\displaystyle p} 是常数。于是得出矛盾，所以 {\displaystyle |p(z_{0})|=0}。

#### 证明三
这个证明用到了辐角原理。设 {\displaystyle R} 为足够大的正实数，使得 {\displaystyle p(z)} 的每一个根的绝对值都小于 {\displaystyle R}；这个数一定存在，因为 {\displaystyle n} 次多项式函数最多有 {\displaystyle n} 个根。对于每一个 {\displaystyle r>R}，考虑以下的数：
{\displaystyle {\frac {1}{2\pi i}}\int _{c(r)}{\frac {p'(z)}{p(z)}}\,dz,}
其中 {\displaystyle c(r)} 是中心为0，半径为 {\displaystyle r} 的逆时针方向的圆；于是辐角原理表明，这个数是 {\displaystyle p(z)} 在中心为0、半径为 {\displaystyle r} 的开圆盘内的零点的数目 {\displaystyle N}，由于 {\displaystyle r>R}，所以它也是 {\displaystyle p(z)} 的零点的总数目。另一方面，{\displaystyle {\frac {n}{z}}} 沿着 {\displaystyle c(r)} 的积分除以 {\displaystyle 2\pi i}，等于 {\displaystyle n}。但这两个数的差为：
{\displaystyle {\frac {1}{2\pi i}}\int _{c(r)}{\frac {p'(z)}{p(z)}}-{\frac {n}{z}}\,dz={\frac {1}{2\pi i}}\int _{c(r)}{\frac {zp'(z)-np(z)}{zp(z)}}\,dz.}
被积分的有理表达式中的分子，次数最多是 {\displaystyle n-1}，而分母的次数是 {\displaystyle n+1}。因此，当 {\displaystyle r} 趋于 {\displaystyle +\infty } 时，以上的数趋于0。但这个数也等于 {\displaystyle N-n}，因此有 {\displaystyle N=n}。

#### 证明四
这个证明结合了线性代数和柯西积分定理。为了证明每一个 {\displaystyle n>0} 次複系数多项式都有一个根，只需证明每一个方块矩阵都有一个複数特征值。证明用到了反证法。
设 {\displaystyle A} 为大小 {\displaystyle n>0} 的方块矩阵，并设 {\displaystyle I_{n}} 为相同大小的单位矩阵。假设 {\displaystyle A} 没有特征值。考虑预解函数
{\displaystyle R(z)=(zI_{n}-A)^{-1},\,}
它在複平面上是亚纯函数，它的值位于矩阵的向量空间内。{\displaystyle A} 的特征值正好是 {\displaystyle R(z)} 的极点。根据假设，{\displaystyle A} 没有特征值，因此函数 {\displaystyle R(z)} 是整函数，根据柯西积分定理可知：
{\displaystyle \int _{c(r)}R(z)dz=0.\,}
另一方面，把 {\displaystyle R(z)} 展开为几何级数，可得：
{\displaystyle R(z)=z^{-1}(I_{n}-z^{-1}A)^{-1}=z^{-1}\sum _{k=0}^{\infty }{\frac {1}{z^{k}}}A^{k}\cdot }
这个公式在半径为 {\displaystyle \lVert A\rVert } 的闭圆盘的外部（A的算子范数）成立。设 {\displaystyle r>\lVert A\rVert }。那么：
{\displaystyle \int _{c(r)}R(z)dz=\sum _{k=0}^{\infty }\int _{c(r)}{\frac {dz}{z^{k+1}}}A^{k}=2\pi iI_{n}}
（仅当 {\displaystyle k=0} 时，积分才不等于零）。于是得出矛盾，因此 {\displaystyle A} 一定有一个特征值。

### 拓扑学证明
设 {\displaystyle z_{0}\in \mathbb {C} } 为使 {\displaystyle |p(z)|} 在 {\displaystyle z_{0}} 取得最小值的数; 从用到刘维尔定理的证明中，可以看到这样一个数一定存在。我们可以把 {\displaystyle p(z)} 写成 {\displaystyle z-z_{0}} 的多项式：存在某个自然数 {\displaystyle k} 和一些複数 {\displaystyle c_{k},c_{k+1},\cdots ,c_{n}}，使得 {\displaystyle c_{k}\neq 0}，以及：
{\displaystyle p(z)=p(z_{0})+c_{k}(z-z_{0})^{k}+c_{k+1}(z-z_{0})^{k+1}+\cdots +c_{n}(z-z_{0})^{n}}.
可推出如果 {\displaystyle a} 是 {\displaystyle {\frac {p(z)-p(z_{0})}{c_{k}}}} 的一个 {\displaystyle k} 重根，且 {\displaystyle t} 是足够小的正数，那么 {\displaystyle |p(z_{0}+ta)|<|p(z_{0})|}，这是不可能的，因为 {\displaystyle |p(z_{0})|} 是 {\displaystyle |p|} 在 {\displaystyle D} 内的最小值。
对于另外一个用到反证法的拓扑学证明，假设 {\displaystyle p(z)} 没有根。选择一个足够大的正数 {\displaystyle R}，使得对于 {\displaystyle |z|=R}，{\displaystyle p(z)} 的第一项 {\displaystyle z^{n}} 大于所有其它的项的和；也就是说，{\displaystyle |z|^{n}>|a_{n-1}z^{n-1}+\cdots +a_{0}|}。当 {\displaystyle z} 依逆时针方向绕过方程为 {\displaystyle |z|=R} 的圆一次时，{\displaystyle p(z)}，像 {\displaystyle z^{n}} 那样，依逆时针方向绕过零 {\displaystyle n} 次。在另外一个极端，{\displaystyle |z|=0} 时，“曲线”  {\displaystyle p(z)} 仅仅是一个（非零的）点 {\displaystyle p(0)}，它的卷绕数显然是0。如果 {\displaystyle z} 所经过的回路在这两个极端中被连续变形，那么 {\displaystyle p(z)} 的路径也连续变形。我们可以把这个变形记为{\displaystyle H(Re^{i\theta },t)=p((1-t)Re^{i\theta })}，其中 {\displaystyle t} 大于或等于0，而小于或等于1。如果我们把变量 {\displaystyle t} 视为时间，那么在时间为零时，曲线为 {\displaystyle p(z)} ，时间为1时，曲线为 {\displaystyle p(0)}。显然在每一个点 {\displaystyle t}，根据原先的假设 {\displaystyle p(z)} 都不能是零，因此在变形的过程中，曲线一直都没有经过零。因此曲线关于0的绕数应该不变。然而，由于绕数在一开始是 {\displaystyle n}，结束时是0，因此得出矛盾。所以，{\displaystyle p(z)} 至少有一个根。

### 代数证明
这个证明需要依赖实数集的如下事实：正实数在 {\displaystyle \mathbb {R} } 上有实平方根，以及任何奇次多项式在 {\displaystyle \mathbb {R} } 上有一个根（这可以用介值定理证明）。
首先 {\displaystyle \mathbb {C} =\mathbb {R} [x]/(x^{2}+1)=\mathbb {R} (i)}。经过简单的计算可以证明{\displaystyle \mathbb {C} }在开平方运算下是封闭的 {\displaystyle a+bi=(c+di)^{2}}, {\displaystyle c^{2},d^{2}} 分别是{\displaystyle {\frac {a+{\sqrt {a^{2}+b^{2}}}}{2}},{\frac {-a+{\sqrt {a^{2}+b^{2}}}}{2}}}。结合{\displaystyle char\mathbb {C} =0\neq 2}。得出{\displaystyle \mathbb {C} }不存在二阶扩张。
由于 {\displaystyle char\mathbb {R} =0}，于是任何{\displaystyle \mathbb {R} }的扩张都是可分的，从而任何{\displaystyle \mathbb {R} }的代数扩张都可以被包含在一个伽罗瓦扩张内。假设{\displaystyle K/\mathbb {R} }、{\displaystyle K/\mathbb {C} }都是伽罗瓦扩张。考虑伽罗瓦群{\displaystyle G=Gal(K/\mathbb {R} )}的西罗2-子群 {\displaystyle H}。那么{\displaystyle [K^{H}:\mathbb {R} ]}是奇数。由本原元定理得出，{\displaystyle K^{H}} 存在本原元 {\displaystyle \alpha }，它的极小多项式是奇次的。但是利用实数集的事实2，任何奇次数多项式在实数上有一个根，不存在奇數次且次數>1的不可分多項式。於是{\displaystyle H=G,K^{H}=\mathbb {R} ,[K:\mathbb {R} ]}是2的幂次。
假设{\displaystyle [K:\mathbb {C} ]=2^{r}}并且 {\displaystyle r>0}，再次利用西罗定理，{\displaystyle G} 存在一个阶为 {\displaystyle 2^{r-1}} 的子群N。这时{\displaystyle [K^{N}:\mathbb {C} ]=2}。这和先前{\displaystyle \mathbb {C} }不存在二阶扩张矛盾。因此{\displaystyle \mathbb {C} }的任何代数扩张都是{\displaystyle \mathbb {C} }本身，代数基本定理得证。

## 推论
由于代数基本定理可以视为複数域是代数封闭的，可推出任何关于代数封闭域的定理在複数域都是适用的。这个定理有一些推论，要么是关于实数域的，要么是关于实数域与複数域之间的关系的：
- 複数域是实数域的代数闭包。
- 每一个一元实系数多项式都可以表示为常数、{\displaystyle x+a} 形式的多项式（{\displaystyle a} 为实数），以及 {\displaystyle x^{2}+ax+b} 形式的多项式（{\displaystyle a} 和 {\displaystyle b} 为实数，{\displaystyle a^{2}-4b<0}）的乘积。
- 每一个一元实系数有理函数都可以写成 {\displaystyle {\frac {a}{(x-b)^{n}}}}形式的有理函数（其中 {\displaystyle n} 是自然数，{\displaystyle a} 和 {\displaystyle b} 是实数），与 {\displaystyle {\frac {(ax+b)}{(x^{2}+cx+d)^{n}}}} 形式的有理函数（其中 {\displaystyle n} 是自然数，{\displaystyle a} 、{\displaystyle b} 、{\displaystyle c}和 {\displaystyle d} 是实数，{\displaystyle c^{2}-4d<0}）的和。由此可以推出，任何一个一元实系数有理函数都有一个初等的原函数。
- 实数域的任何一个代数扩张要么与实数域同构，要么与複数域同构。

## 韦达公式
韦达公式把多项式的系数{\displaystyle \lbrace a_{k}\rbrace }与它的根{\displaystyle \lbrace x_{k}\rbrace }的和与积联系起来。
这可以直接从以下等式的展开式推出：
{\displaystyle a_{n}X^{n}+a_{n-1}X^{n-1}+\cdots +a_{1}X+a_{0}=a_{n}(X-x_{1})(X-x_{2})\cdots (X-x_{n})}

### 历史上的文献
- Cauchy, Augustin Louis（奧古斯丁·路易·柯西）, , Paris: Éditions Jacques Gabay, 18211992  [2008-09-22], ISBN 2-87647-053-5, （原始内容存档于2019-06-10）
- Euler, Leonhard（萊昂哈德·歐拉）, , Histoire de l'Académie Royale des Sciences et des Belles-Lettres de Berlin 5 (Berlin), 1751, 5: 222–288  [2020-05-31], （原始内容存档于2008-12-24）. English translation: Euler, Leonhard,  (PDF), Histoire de l'Académie Royale des Sciences et des Belles-Lettres de Berlin 5 (Berlin), 1751, 5: 222–288  [2016-07-18], （原始内容存档 (PDF)于2018-04-03）
- Gauss, Carl Friedrich（卡爾·弗里德里希·高斯）, , 黑尔姆施泰特: C. G. Fleckeisen, 1799
- 卡爾·弗里德里希·高斯, “Another new proof of the theorem that every integral rational algebraic function of one variable can be resolved into real factors of the first or second degree（页面存档备份，存于）”, 1815
- Kneser, Hellmuth（赫尔穆特·克内泽尔）, , Mathematische Zeitschrift 46, 1940, 46: 287–302  [2008-09-22], ISSN 0025-5874, （原始内容存档于2020-04-09）
- Kneser, Martin, , Mathematische Zeitschrift 177, 1981, 177: 285–287  [2008-09-22], ISSN 0025-5874, （原始内容存档于2020-04-09）
- Weierstraß, Karl（卡尔·魏尔斯特拉斯）. . : 1085–1101. 1891.

### 现代作品
- Fine, Benjamin; Rosenber, Gerhard, , Undergraduate Texts in Mathematics, Berlin: Springer-Verlag, 1997, ISBN 978-0-387-94657-3
- Gersten, S.M.; Stallings, John R., , Proceedings of the AMS 103 (1), 1988, 103 (1): 331–332, ISSN 0002-9939
- Gilain, Christian, , Archive for History of Exact Sciences 42 (2), 1991, 42 (2): 91–136, ISSN 0003-9519
- Molk, Jules, , , Jacques Gabay, 19915 Nov 1992, ISBN 2-87647-101-9 （法语）
- Remmert, Reinhold, , Ebbinghaus, Heinz-Dieter; Hermes, Hans; Hirzebruch, Friedrich  (编), , Graduate Texts in Mathematics 123, Berlin: Springer-Verlag, 1991, ISBN 978-0-387-97497-2
- Smith, David Eugene, , Dover, 1959, ISBN 0-486-64690-4
- Smithies, Frank, , Notes & Records of the Royal Society 54 (3), 2000, 54 (3): 333–341, ISSN 0035-9149
- van der Waerden, Bartel Leendert,  I 7th, Springer-Verlag, 2003, ISBN 0-387-40624-7